# Senegalees voetbalelftal (mannen)
Het Senegalees voetbalelftal, bijgenaamd De Leeuwen van Teranga, is een team van voetballers dat Senegal vertegenwoordigt bij internationale wedstrijden en competities, zoals de (kwalificatie)wedstrijden voor het WK en de Afrika Cup.
De Fédération Sénégalaise de Football werd in 1960 opgericht en is aangesloten bij de CAF en de FIFA (sinds 1964). Het Senegalees voetbalelftal behaalde in februari 2022 met de 18e plaats de hoogste positie op de FIFA-wereldranglijst, in juni 2013 werd met de 99e plaats de laagste positie bereikt.

## Deelnames aan internationale toernooien

### Wereldkampioenschap
In 2002 verscheen Senegal voor het eerst op een WK-eindronde en de ploeg onder leiding van de Franse bondscoach Bruno Metsu verbaasde daar vriend en vijand door in de eerste wedstrijd regerend wereldkampioen Frankrijk met 1-0 te verslaan. Frankrijk werd met één schamel punt in de eerste ronde uitgeschakeld, terwijl Senegal de tweede ronde bereikte. In de achtste finale versloegen ze Zweden na verlenging. Henri Camara scoorde twee keer. De tweede keer was de winnende goal in de 104e minuut. In de kwartfinale werd Senegal door Turkije uitgeschakeld. Ook nu werd er een verlenging gespeeld. In de 94e minuut scoorde İlhan Mansız de 0–1.
Op 10 november 2017 plaatste Senegal zich als 24ste land voor het Wereldkampioenschap voetbal 2018 in Rusland. Les Lions de la Teranga hadden voldoende aan een 2-0 zege in en op Zuid-Afrika om groepswinst veilig te stellen. Door de relatief eenvoudige overwinning was Senegal met elf punten uit vijf wedstrijden niet meer te achterhalen voor Burkina Faso (zes punten), Kaapverdië (zes) en Zuid-Afrika (vier) in groep D van de Afrikaanse kwalificatiezone.
Senegal toog met veel ambitie naar Rusland. Het West-Afrikaanse land had als doelstelling om het beste Afrikaanse land ooit te worden op een WK en streefde een plek na bij de laatste vier. Dat zei de Senegalese minister van Sport Matar Ba op 4 december tegen de BBC. "Als je kijkt naar de grootste competities ter wereld, in Engeland en Italië bijvoorbeeld, dan spelen daar Senegalese voetballers. Dus we kunnen een gevaar vormen voor elk team. We hebben onze doelstellingen. Allereerst om de volgende ronde te bereiken en het vervolgens beter te doen dan in 2002."
In Rusland was Senegal ingedeeld in groep H, samen met Polen, Colombia en Japan. Na een 2–1 zege op Polen, dankzij de winnende treffer van M'Baye Niang, speelde de ploeg met 2–2 gelijk tegen Japan, waarna in de slotwedstrijd op 28 juni met 1–0 verloren werd van groepswinnaar Colombia. De selectie van bondscoach Aliou Cissé eindigde in punten en doelpunten exact gelijk met de nummer twee Japan, maar moest desondanks toch naar huis. Senegal werd het eerste land dat op basis van de Fair Play-regels werd uitgeschakeld, omdat de ploeg iets meer gele kaarten kreeg dan Japan. Mede daardoor beleefde het Afrikaanse continent de slechtste WK sinds 1982.
| Wereldkampioenschap voetbal overzicht | Wereldkampioenschap voetbal overzicht | Wereldkampioenschap voetbal overzicht | Wereldkampioenschap voetbal overzicht | Wereldkampioenschap voetbal overzicht | Wereldkampioenschap voetbal overzicht | Wereldkampioenschap voetbal overzicht | Wereldkampioenschap voetbal overzicht | Wereldkampioenschap voetbal overzicht |
| Jaar                                  | Ronde                                 | Wed.                                  | W                                     | G                                     | V                                     | DV                                    | DT                                    | Kwal                                  |
| ------------------------------------- | ------------------------------------- | ------------------------------------- | ------------------------------------- | ------------------------------------- | ------------------------------------- | ------------------------------------- | ------------------------------------- | ------------------------------------- |
| 1966                                  | Teruggetrokken                        | Teruggetrokken                        | Teruggetrokken                        | Teruggetrokken                        | Teruggetrokken                        | Teruggetrokken                        | Teruggetrokken                        | Teruggetrokken                        |
| 1970                                  | Niet gekwalificeerd                   | Niet gekwalificeerd                   | Niet gekwalificeerd                   | Niet gekwalificeerd                   | Niet gekwalificeerd                   | Niet gekwalificeerd                   | Niet gekwalificeerd                   | Niet gekwalificeerd                   |
| 1974                                  | Niet gekwalificeerd                   | Niet gekwalificeerd                   | Niet gekwalificeerd                   | Niet gekwalificeerd                   | Niet gekwalificeerd                   | Niet gekwalificeerd                   | Niet gekwalificeerd                   | Niet gekwalificeerd                   |
| 1978                                  | Niet gekwalificeerd                   | Niet gekwalificeerd                   | Niet gekwalificeerd                   | Niet gekwalificeerd                   | Niet gekwalificeerd                   | Niet gekwalificeerd                   | Niet gekwalificeerd                   | Niet gekwalificeerd                   |
| 1982                                  | Niet gekwalificeerd                   | Niet gekwalificeerd                   | Niet gekwalificeerd                   | Niet gekwalificeerd                   | Niet gekwalificeerd                   | Niet gekwalificeerd                   | Niet gekwalificeerd                   | Niet gekwalificeerd                   |
| 1986                                  | Niet gekwalificeerd                   | Niet gekwalificeerd                   | Niet gekwalificeerd                   | Niet gekwalificeerd                   | Niet gekwalificeerd                   | Niet gekwalificeerd                   | Niet gekwalificeerd                   | Niet gekwalificeerd                   |
| 1990                                  | Geen deelname                         | Geen deelname                         | Geen deelname                         | Geen deelname                         | Geen deelname                         | Geen deelname                         | Geen deelname                         | Geen deelname                         |
| 1994                                  | Niet gekwalificeerd                   | Niet gekwalificeerd                   | Niet gekwalificeerd                   | Niet gekwalificeerd                   | Niet gekwalificeerd                   | Niet gekwalificeerd                   | Niet gekwalificeerd                   | Niet gekwalificeerd                   |
| 1998                                  | Niet gekwalificeerd                   | Niet gekwalificeerd                   | Niet gekwalificeerd                   | Niet gekwalificeerd                   | Niet gekwalificeerd                   | Niet gekwalificeerd                   | Niet gekwalificeerd                   | Niet gekwalificeerd                   |
| 2002                                  | Kwartfinale                           | 5                                     | 2                                     | 2                                     | 1                                     | 7                                     | 6                                     | (Kwal.)                               |
| 2006                                  | Niet gekwalificeerd                   | Niet gekwalificeerd                   | Niet gekwalificeerd                   | Niet gekwalificeerd                   | Niet gekwalificeerd                   | Niet gekwalificeerd                   | Niet gekwalificeerd                   | Niet gekwalificeerd                   |
| 2010                                  | Niet gekwalificeerd                   | Niet gekwalificeerd                   | Niet gekwalificeerd                   | Niet gekwalificeerd                   | Niet gekwalificeerd                   | Niet gekwalificeerd                   | Niet gekwalificeerd                   | Niet gekwalificeerd                   |
| 2014                                  | Niet gekwalificeerd                   | Niet gekwalificeerd                   | Niet gekwalificeerd                   | Niet gekwalificeerd                   | Niet gekwalificeerd                   | Niet gekwalificeerd                   | Niet gekwalificeerd                   | Niet gekwalificeerd                   |
| 2018                                  | Groepsfase                            | 3                                     | 1                                     | 1                                     | 1                                     | 4                                     | 4                                     | (Kwal.)                               |
| 2022                                  | Achtste finale                        | 4                                     | 2                                     | 0                                     | 2                                     | 5                                     | 7                                     | (Kwal.)                               |
| 2026                                  | kwalificatie                          | kwalificatie                          | kwalificatie                          | kwalificatie                          | kwalificatie                          | kwalificatie                          | kwalificatie                          | kwalificatie                          |
| Totaal                                | 3 keer                                | 12                                    | 5                                     | 3                                     | 4                                     | 16                                    | 17                                    |                                       |

### Afrika Cup
| Afrika Cup overzicht | Afrika Cup overzicht | Afrika Cup overzicht | Afrika Cup overzicht | Afrika Cup overzicht | Afrika Cup overzicht | Afrika Cup overzicht | Afrika Cup overzicht | Afrika Cup overzicht |
| Jaar                 | Ronde                | Wed.                 | W                    | G                    | V                    | DV                   | DT                   | Kwal                 |
| -------------------- | -------------------- | -------------------- | -------------------- | -------------------- | -------------------- | -------------------- | -------------------- | -------------------- |
| 1965                 | Vierde               | 3                    | 1                    | 1                    | 1                    | 5                    | 2                    | (Kwal.)              |
| 1968                 | Groepsfase           | 3                    | 1                    | 1                    | 1                    | 5                    | 5                    | (Kwal.)              |
| 1970                 | Niet gekwalificeerd  | Niet gekwalificeerd  | Niet gekwalificeerd  | Niet gekwalificeerd  | Niet gekwalificeerd  | Niet gekwalificeerd  | Niet gekwalificeerd  | Niet gekwalificeerd  |
| 1972                 | Niet gekwalificeerd  | Niet gekwalificeerd  | Niet gekwalificeerd  | Niet gekwalificeerd  | Niet gekwalificeerd  | Niet gekwalificeerd  | Niet gekwalificeerd  | Niet gekwalificeerd  |
| 1974                 | Niet gekwalificeerd  | Niet gekwalificeerd  | Niet gekwalificeerd  | Niet gekwalificeerd  | Niet gekwalificeerd  | Niet gekwalificeerd  | Niet gekwalificeerd  | Niet gekwalificeerd  |
| 1976                 | Niet gekwalificeerd  | Niet gekwalificeerd  | Niet gekwalificeerd  | Niet gekwalificeerd  | Niet gekwalificeerd  | Niet gekwalificeerd  | Niet gekwalificeerd  | Niet gekwalificeerd  |
| 1978                 | Niet gekwalificeerd  | Niet gekwalificeerd  | Niet gekwalificeerd  | Niet gekwalificeerd  | Niet gekwalificeerd  | Niet gekwalificeerd  | Niet gekwalificeerd  | Niet gekwalificeerd  |
| 1980                 | Geen deelname        | Geen deelname        | Geen deelname        | Geen deelname        | Geen deelname        | Geen deelname        | Geen deelname        | Geen deelname        |
| 1982                 | Niet gekwalificeerd  | Niet gekwalificeerd  | Niet gekwalificeerd  | Niet gekwalificeerd  | Niet gekwalificeerd  | Niet gekwalificeerd  | Niet gekwalificeerd  | Niet gekwalificeerd  |
| 1984                 | Niet gekwalificeerd  | Niet gekwalificeerd  | Niet gekwalificeerd  | Niet gekwalificeerd  | Niet gekwalificeerd  | Niet gekwalificeerd  | Niet gekwalificeerd  | Niet gekwalificeerd  |
| 1986                 | Groepsfase           | 3                    | 2                    | 0                    | 1                    | 3                    | 1                    | (Kwal.)              |
| 1988                 | Niet gekwalificeerd  | Niet gekwalificeerd  | Niet gekwalificeerd  | Niet gekwalificeerd  | Niet gekwalificeerd  | Niet gekwalificeerd  | Niet gekwalificeerd  | Niet gekwalificeerd  |
| 1990                 | Vierde               | 5                    | 1                    | 2                    | 2                    | 3                    | 3                    | (Kwal.)              |
| 1992                 | Kwartfinale          | 3                    | 1                    | 0                    | 2                    | 4                    | 3                    |                      |
| 1994                 | Kwartfinale          | 3                    | 1                    | 0                    | 2                    | 2                    | 3                    | (Kwal.)              |
| 1996                 | Niet gekwalificeerd  | Niet gekwalificeerd  | Niet gekwalificeerd  | Niet gekwalificeerd  | Niet gekwalificeerd  | Niet gekwalificeerd  | Niet gekwalificeerd  | Niet gekwalificeerd  |
| 1998                 | Niet gekwalificeerd  | Niet gekwalificeerd  | Niet gekwalificeerd  | Niet gekwalificeerd  | Niet gekwalificeerd  | Niet gekwalificeerd  | Niet gekwalificeerd  | Niet gekwalificeerd  |
| 2000                 | Kwartfinale          | 4                    | 1                    | 1                    | 2                    | 6                    | 6                    | (Kwal.)              |
| 2002                 | Tweede               | 6                    | 4                    | 2                    | 0                    | 6                    | 1                    | (Kwal.)              |
| 2004                 | Kwartfinale          | 4                    | 1                    | 2                    | 1                    | 4                    | 2                    | (Kwal.)              |
| 2006                 | Vierde               | 6                    | 2                    | 0                    | 4                    | 7                    | 8                    | (Kwal.)              |
| 2008                 | Groepsfase           | 3                    | 0                    | 2                    | 1                    | 4                    | 6                    | (Kwal.)              |
| 2010                 | Niet gekwalificeerd  | Niet gekwalificeerd  | Niet gekwalificeerd  | Niet gekwalificeerd  | Niet gekwalificeerd  | Niet gekwalificeerd  | Niet gekwalificeerd  | Niet gekwalificeerd  |
| 2012                 | Groepsfase           | 3                    | 0                    | 0                    | 3                    | 3                    | 6                    | (Kwal.)              |
| 2013                 | Niet gekwalificeerd  | Niet gekwalificeerd  | Niet gekwalificeerd  | Niet gekwalificeerd  | Niet gekwalificeerd  | Niet gekwalificeerd  | Niet gekwalificeerd  | Niet gekwalificeerd  |
| 2015                 | Groepsfase           | 3                    | 1                    | 1                    | 1                    | 3                    | 4                    | (Kwal.)              |
| 2017                 | Kwartfinale          | 4                    | 2                    | 1                    | 1                    | 6                    | 2                    | (Kwal.)              |
| 2019                 | Tweede               | 7                    | 5                    | 0                    | 2                    | 8                    | 2                    | (Kwal.)              |
| 2021                 | Kampioen             | 7                    | 4                    | 3                    | 0                    | 9                    | 2                    | (Kwal.)              |
| 2023                 | Achtste finale       | 4                    | 3                    | 1                    | 0                    | 9                    | 2                    | (Kwal.)              |
| 2025                 |                      |                      |                      |                      |                      |                      |                      | (Kwal.)              |

### African Championship of Nations
| African Championship of Nations overzicht | African Championship of Nations overzicht | African Championship of Nations overzicht | African Championship of Nations overzicht | African Championship of Nations overzicht | African Championship of Nations overzicht | African Championship of Nations overzicht | African Championship of Nations overzicht | African Championship of Nations overzicht |
| Jaar                                      | Ronde                                     | Wed.                                      | W                                         | G                                         | V                                         | DV                                        | DT                                        | Kwal                                      |
| ----------------------------------------- | ----------------------------------------- | ----------------------------------------- | ----------------------------------------- | ----------------------------------------- | ----------------------------------------- | ----------------------------------------- | ----------------------------------------- | ----------------------------------------- |
| 2009                                      | Vierde                                    | 5                                         | 1                                         | 3                                         | 1                                         | 3                                         | 3                                         | (Kwal.)                                   |
| 2011                                      | Groepsfase                                | 3                                         | 1                                         | 1                                         | 1                                         | 2                                         | 2                                         | (Kwal.)                                   |
| 2014                                      | Niet gekwalificeerd                       | Niet gekwalificeerd                       | Niet gekwalificeerd                       | Niet gekwalificeerd                       | Niet gekwalificeerd                       | Niet gekwalificeerd                       | Niet gekwalificeerd                       | Niet gekwalificeerd                       |
| 2016                                      | Niet gekwalificeerd                       | Niet gekwalificeerd                       | Niet gekwalificeerd                       | Niet gekwalificeerd                       | Niet gekwalificeerd                       | Niet gekwalificeerd                       | Niet gekwalificeerd                       | Niet gekwalificeerd                       |
| 2018                                      | Niet gekwalificeerd                       | Niet gekwalificeerd                       | Niet gekwalificeerd                       | Niet gekwalificeerd                       | Niet gekwalificeerd                       | Niet gekwalificeerd                       | Niet gekwalificeerd                       | Niet gekwalificeerd                       |
| 2020                                      | Niet gekwalificeerd                       | Niet gekwalificeerd                       | Niet gekwalificeerd                       | Niet gekwalificeerd                       | Niet gekwalificeerd                       | Niet gekwalificeerd                       | Niet gekwalificeerd                       | Niet gekwalificeerd                       |
| 2022                                      | Kampioen                                  | 6                                         | 4                                         | 1                                         | 1                                         | 6                                         | 1                                         | (Kwal.)                                   |

| WAFU Nations Cup overzicht | WAFU Nations Cup overzicht | WAFU Nations Cup overzicht | WAFU Nations Cup overzicht | WAFU Nations Cup overzicht | WAFU Nations Cup overzicht | WAFU Nations Cup overzicht | WAFU Nations Cup overzicht | WAFU Nations Cup overzicht |
| Jaar                       | Ronde                      | Wed.                       | W                          | G                          | V                          | DV                         | DT                         |                            |
| -------------------------- | -------------------------- | -------------------------- | -------------------------- | -------------------------- | -------------------------- | -------------------------- | -------------------------- | -------------------------- |
| 2010                       | Tweede                     | 5                          | 2                          | 1                          | 2                          | 6                          | 4                          |                            |
| 2011                       | Teruggetrokken             | Teruggetrokken             | Teruggetrokken             | Teruggetrokken             | Teruggetrokken             | Teruggetrokken             | Teruggetrokken             | Teruggetrokken             |
| 2013                       | Tweede                     | 4                          | 3                          | 0                          | 1                          | 8                          | 4                          |                            |
| 2017                       | Groepsfase                 | 3                          | 1                          | 1                          | 1                          | 5                          | 2                          |                            |
| 2019                       | Kampioen                   | 4                          | 3                          | 1                          | 0                          | 7                          | 2                          |                            |

| COSAFA Cup overzicht | COSAFA Cup overzicht | COSAFA Cup overzicht | COSAFA Cup overzicht | COSAFA Cup overzicht | COSAFA Cup overzicht | COSAFA Cup overzicht | COSAFA Cup overzicht | COSAFA Cup overzicht |
| Jaar                 | Ronde                | Wed.                 | W                    | G                    | V                    | DV                   | DT                   |                      |
| -------------------- | -------------------- | -------------------- | -------------------- | -------------------- | -------------------- | -------------------- | -------------------- | -------------------- |
| 2021                 | Tweede               | 6                    | 3                    | 2                    | 1                    | 8                    | 6                    |                      |
| 2022                 | Derde                | 3                    | 0                    | 2                    | 1                    | 5                    | 6                    |                      |

## FIFA-wereldranglijst[6]
| 1993 | 1994 | 1995 | 1996 | 1997 | 1998 | 1999 | 2000 | 2001 | 2002 | 2003 | 2004 | 2005 | 2006 | 2007 | 2008 | 2009 | 2010 | 2011 | 2012 | 2013 | 2014 | 2015 | 2016 | 2017 | 2018 | 2019 | 2020 | 2022 |
| ---- | ---- | ---- | ---- | ---- | ---- | ---- | ---- | ---- | ---- | ---- | ---- | ---- | ---- | ---- | ---- | ---- | ---- | ---- | ---- | ---- | ---- | ---- | ---- | ---- | ---- | ---- | ---- | ---- |
| 56   | 50   | 47   | 58   | 85   | 95   | 79   | 88   | 65   | 27   | 33   | 31   | 30   | 41   | 38   | 50   | 89   | 70   | 44   | 77   | 65   | 35   | 44   | 33   | 23   | 23   | 20   | 20   | 18   |

## Bondscoaches
- Bijgewerkt tot en met groepsduel bij Africa Cup tegen  Zimbabwe (2-0) op 19 januari 2017

| Naam              | Van  | Tot  | Interlands | W | G | V |
| ----------------- | ---- | ---- | ---------- | - | - | - |
| Peter Schnittger  | 1999 | 2000 |            |   |   |   |
| Bruno Metsu       | 2000 | 2002 | 16         |   |   |   |
| Guy Stéphan       | 2002 | 2005 | 13         |   |   |   |
| Abdoulaye Sarr    | 2005 | 2006 | 6          |   |   |   |
| Henryk Kasperczak | 2006 | 2008 | 3          |   |   |   |
| Lamine N'Diaye    | 2008 | 2008 | 7          |   |   |   |
| Amara Traoré      | 2009 | 2012 | 16         |   |   |   |
| Joseph Koto       | 2012 | 2013 | 5          |   |   |   |
| Alain Giresse     | 2013 | 2015 | 14         |   |   |   |
| Aliou Cissé       | 2015 |      | 15         |   |   |   |

## Selecties

### Huidige selectie
De volgende spelers werden opgeroepen voor het WK 2022.
Interlands en doelpunten bijgewerkt tot en met de wedstrijd tegen  Iran op 27 september 2022.
| Nr.         | Naam              | Wed. | Dlpnt. | Club                |
| ----------- | ----------------- | ---- | ------ | ------------------- |
| Doel        |                   |      |        |                     |
|             | Édouard Mendy     | 25   | 0      | Chelsea             |
|             | Alfred Gomis      | 14   | 0      | Stade Rennais       |
|             | Seny Dieng        | 3    | 0      | Queens Park Rangers |
| Verdediging |                   |      |        |                     |
|             | Kalidou Koulibaly | 63   | 0      | Chelsea             |
|             | Youssouf Sabaly   | 24   | 0      | Real Betis          |
|             | Abdou Diallo      | 18   | 2      | RB Leipzig          |
|             | Fodé Ballo-Touré  | 14   | 0      | AC Milan            |
|             | Pape Abou Cissé   | 12   | 1      | Olympiakos          |
|             | Ismail Jakobs     | 1    | 0      | AS Monaco           |
|             | Formose Mendy     | 1    | 0      | Amiens              |
| Middenveld  |                   |      |        |                     |
|             | Idrissa Gueye     | 95   | 7      | Everton             |
|             | Cheikhou Kouyaté  | 82   | 4      | Nottingham Forest   |
|             | Krépin Diatta     | 25   | 2      | AS Monaco           |
|             | Nampalys Mendy    | 18   | 0      | Leicester City      |
|             | Pape Gueye        | 11   | 0      | Olympique Marseille |
|             | Pape Matar Sarr   | 8    | 0      | Tottenham Hotspur   |
|             | Moustapha Name    | 6    | 0      | Paphos              |
|             | Mamadou Loum      | 3    | 0      | Reading             |
|             | Pathé Ciss        | 1    | 0      | Rayo Vallecano      |
| Aanval      |                   |      |        |                     |
|             | Sadio Mané        | 92   | 34     | Bayern München      |
|             | Ismaïla Sarr      | 47   | 10     | Watford             |
|             | Famara Diédhiou   | 24   | 10     | Torino              |
|             | Boulaye Dia       | 18   | 3      | Salernitana         |
|             | Bamba Dieng       | 12   | 2      | Olympique Marseille |
|             | Iliman Ndiaye     | 1    | 0      | Sheffield United    |
|             | Nicolas Jackson   | 0    | 0      | Villarreal          |

### Wereldkampioenschap
| Selectie van Senegal bij het Wereldkampioenschap 2002 | Selectie van Senegal bij het Wereldkampioenschap 2002 | Selectie van Senegal bij het Wereldkampioenschap 2002 | Selectie van Senegal bij het Wereldkampioenschap 2002 | Selectie van Senegal bij het Wereldkampioenschap 2002 | Selectie van Senegal bij het Wereldkampioenschap 2002 | Selectie van Senegal bij het Wereldkampioenschap 2002 | Selectie van Senegal bij het Wereldkampioenschap 2002 | Selectie van Senegal bij het Wereldkampioenschap 2002 |
| №                                                     | Naam                                                  | Wed.                                                  | Dlpnt.                                                | Club                                                  |                                                       |                                                       |                                                       |                                                       |
| ----------------------------------------------------- | ----------------------------------------------------- | ----------------------------------------------------- | ----------------------------------------------------- | ----------------------------------------------------- | ----------------------------------------------------- | ----------------------------------------------------- | ----------------------------------------------------- | ----------------------------------------------------- |
| Doel                                                  |                                                       |                                                       |                                                       |                                                       |                                                       |                                                       |                                                       |                                                       |
| 1                                                     | Tony Sylva                                            |                                                       |                                                       | AS Monaco                                             |                                                       |                                                       |                                                       |                                                       |
| 16                                                    | Omar Diallo                                           |                                                       |                                                       | Olympique Khouribga                                   |                                                       |                                                       |                                                       |                                                       |
| 22                                                    | Kalidou Cissokho                                      |                                                       |                                                       | ASC Jeanne d'Arc                                      |                                                       |                                                       |                                                       |                                                       |
| Verdediging                                           |                                                       |                                                       |                                                       |                                                       |                                                       |                                                       |                                                       |                                                       |
| 2                                                     | Omar Daf                                              |                                                       |                                                       | FC Sochaux                                            |                                                       |                                                       |                                                       |                                                       |
| 4                                                     | Pape Malick Diop                                      |                                                       |                                                       | FC Lorient                                            |                                                       |                                                       |                                                       |                                                       |
| 5                                                     | Alassane N'Dour                                       |                                                       |                                                       | AS Saint-Étienne                                      |                                                       |                                                       |                                                       |                                                       |
| 6                                                     | Aliou Cissé                                           |                                                       |                                                       | Montpellier HSC                                       |                                                       |                                                       |                                                       |                                                       |
| 13                                                    | Lamine Diatta                                         |                                                       |                                                       | Stade Rennes                                          |                                                       |                                                       |                                                       |                                                       |
| 17                                                    | Ferdinand Coly                                        |                                                       |                                                       | RC Lens                                               |                                                       |                                                       |                                                       |                                                       |
| 21                                                    | Habib Beye                                            |                                                       |                                                       | RC Strasbourg                                         |                                                       |                                                       |                                                       |                                                       |
| Middenveld                                            |                                                       |                                                       |                                                       |                                                       |                                                       |                                                       |                                                       |                                                       |
| 3                                                     | Pape Sarr                                             |                                                       |                                                       | RC Lens                                               |                                                       |                                                       |                                                       |                                                       |
| 10                                                    | Khalilou Fadiga                                       |                                                       |                                                       | AJ Auxerre                                            |                                                       |                                                       |                                                       |                                                       |
| 12                                                    | Amdy Faye                                             |                                                       |                                                       | AJ Auxerre                                            |                                                       |                                                       |                                                       |                                                       |
| 14                                                    | Moussa N'Diaye                                        |                                                       |                                                       | CS Sedan                                              |                                                       |                                                       |                                                       |                                                       |
| 15                                                    | Salif Diao                                            |                                                       |                                                       | CS Sedan                                              |                                                       |                                                       |                                                       |                                                       |
| 19                                                    | Papa Bouba Diop                                       |                                                       |                                                       | RC Lens                                               |                                                       |                                                       |                                                       |                                                       |
| 20                                                    | Sylvain N'Diaye                                       |                                                       |                                                       | Lille OSC                                             |                                                       |                                                       |                                                       |                                                       |
| 23                                                    | Makthar N'Diaye                                       |                                                       |                                                       | Stade Rennes                                          |                                                       |                                                       |                                                       |                                                       |
| Aanval                                                |                                                       |                                                       |                                                       |                                                       |                                                       |                                                       |                                                       |                                                       |
| 7                                                     | Henri Camara                                          |                                                       |                                                       | CS Sedan                                              |                                                       |                                                       |                                                       |                                                       |
| 8                                                     | Amara Traoré                                          |                                                       |                                                       | FC Gueugnon                                           |                                                       |                                                       |                                                       |                                                       |
| 9                                                     | Souleymane Camara                                     |                                                       |                                                       | AS Monaco                                             |                                                       |                                                       |                                                       |                                                       |
| 11                                                    | El-Hadji Diouf                                        |                                                       |                                                       | RC Lens                                               |                                                       |                                                       |                                                       |                                                       |
| 18                                                    | Pape Thiaw                                            |                                                       |                                                       | RC Strasbourg                                         |                                                       |                                                       |                                                       |                                                       |
| Bondscoach: Bruno Metsu                               |                                                       |                                                       |                                                       |                                                       |                                                       |                                                       |                                                       |                                                       |

| Selectie van Senegal bij het Wereldkampioenschap 2018 | Selectie van Senegal bij het Wereldkampioenschap 2018 | Selectie van Senegal bij het Wereldkampioenschap 2018 | Selectie van Senegal bij het Wereldkampioenschap 2018 | Selectie van Senegal bij het Wereldkampioenschap 2018 | Selectie van Senegal bij het Wereldkampioenschap 2018 | Selectie van Senegal bij het Wereldkampioenschap 2018 | Selectie van Senegal bij het Wereldkampioenschap 2018 | Selectie van Senegal bij het Wereldkampioenschap 2018 |
| №                                                     | Naam                                                  | Wed.                                                  | Dlpnt.                                                | Club                                                  |                                                       |                                                       |                                                       |                                                       |
| ----------------------------------------------------- | ----------------------------------------------------- | ----------------------------------------------------- | ----------------------------------------------------- | ----------------------------------------------------- | ----------------------------------------------------- | ----------------------------------------------------- | ----------------------------------------------------- | ----------------------------------------------------- |
| Doel                                                  |                                                       |                                                       |                                                       |                                                       |                                                       |                                                       |                                                       |                                                       |
| 1                                                     | Abdoulaye Diallo                                      | 17                                                    | 0                                                     | Stade Rennes                                          |                                                       |                                                       |                                                       |                                                       |
| 16                                                    | Khadim N'Diaye                                        | 25                                                    | 0                                                     | Horoya AC                                             |                                                       |                                                       |                                                       |                                                       |
| 23                                                    | Alfred Gomis                                          | 1                                                     | 0                                                     | SPAL 2013                                             |                                                       |                                                       |                                                       |                                                       |
| Verdediging                                           |                                                       |                                                       |                                                       |                                                       |                                                       |                                                       |                                                       |                                                       |
| 2                                                     | Kara Mbodj                                            | 46                                                    | 5                                                     | Anderlecht                                            |                                                       |                                                       |                                                       |                                                       |
| 3                                                     | Kalidou Koulibaly                                     | 25                                                    | 0                                                     | Napoli                                                |                                                       |                                                       |                                                       |                                                       |
| 4                                                     | Saliou Ciss                                           | 19                                                    | 0                                                     | Valenciennes                                          |                                                       |                                                       |                                                       |                                                       |
| 6                                                     | Salif Sané                                            | 21                                                    | 0                                                     | Hannover 96                                           |                                                       |                                                       |                                                       |                                                       |
| 12                                                    | Youssouf Sabaly                                       | 4                                                     | 0                                                     | Girondins Bordeaux                                    |                                                       |                                                       |                                                       |                                                       |
| 21                                                    | Lamine Gassama                                        | 36                                                    | 0                                                     | Alanyaspor                                            |                                                       |                                                       |                                                       |                                                       |
| 22                                                    | Moussa Wagué                                          | 9                                                     | 0                                                     | KAS Eupen                                             |                                                       |                                                       |                                                       |                                                       |
| Middenveld                                            |                                                       |                                                       |                                                       |                                                       |                                                       |                                                       |                                                       |                                                       |
| 5                                                     | Idrissa Gueye                                         | 60                                                    | 1                                                     | Everton                                               |                                                       |                                                       |                                                       |                                                       |
| 8                                                     | Cheikhou Kouyaté                                      | 47                                                    | 2                                                     | West Ham United                                       |                                                       |                                                       |                                                       |                                                       |
| 11                                                    | Cheikh N'Doye                                         | 25                                                    | 3                                                     | Birmingham City                                       |                                                       |                                                       |                                                       |                                                       |
| 13                                                    | Alfred N'Diaye                                        | 20                                                    | 0                                                     | Wolverhampton                                         |                                                       |                                                       |                                                       |                                                       |
| 17                                                    | Badou Ndiaye                                          | 19                                                    | 1                                                     | Stoke City                                            |                                                       |                                                       |                                                       |                                                       |
| Aanval                                                |                                                       |                                                       |                                                       |                                                       |                                                       |                                                       |                                                       |                                                       |
| 7                                                     | Moussa Sow                                            | 51                                                    | 18                                                    | Bursaspor                                             |                                                       |                                                       |                                                       |                                                       |
| 9                                                     | Mame Biram Diouf                                      | 48                                                    | 10                                                    | Stoke City                                            |                                                       |                                                       |                                                       |                                                       |
| 10                                                    | Sadio Mané                                            | 52                                                    | 14                                                    | Liverpool                                             |                                                       |                                                       |                                                       |                                                       |
| 14                                                    | Moussa Konaté                                         | 27                                                    | 9                                                     | Amiens SC                                             |                                                       |                                                       |                                                       |                                                       |
| 15                                                    | Diafra Sakho                                          | 11                                                    | 3                                                     | Stade Rennes                                          |                                                       |                                                       |                                                       |                                                       |
| 18                                                    | Ismaïla Sarr                                          | 15                                                    | 3                                                     | Stade Rennes                                          |                                                       |                                                       |                                                       |                                                       |
| 19                                                    | M'Baye Niang                                          | 6                                                     | 0                                                     | Torino                                                |                                                       |                                                       |                                                       |                                                       |
| 20                                                    | Keita Baldé                                           | 18                                                    | 3                                                     | AS Monaco                                             |                                                       |                                                       |                                                       |                                                       |
| Bondscoach: Aliou Cissé                               |                                                       |                                                       |                                                       |                                                       |                                                       |                                                       |                                                       |                                                       |

### Afrika Cup
| Selectie van Senegal bij de Afrika Cup 1992 | Selectie van Senegal bij de Afrika Cup 1992 | Selectie van Senegal bij de Afrika Cup 1992 | Selectie van Senegal bij de Afrika Cup 1992 | Selectie van Senegal bij de Afrika Cup 1992 | Selectie van Senegal bij de Afrika Cup 1992 | Selectie van Senegal bij de Afrika Cup 1992 | Selectie van Senegal bij de Afrika Cup 1992 | Selectie van Senegal bij de Afrika Cup 1992 |
| №                                           | Naam                                        | Wed.                                        | Dlpnt.                                      | Club                                        |                                             |                                             |                                             |                                             |
| ------------------------------------------- | ------------------------------------------- | ------------------------------------------- | ------------------------------------------- | ------------------------------------------- | ------------------------------------------- | ------------------------------------------- | ------------------------------------------- | ------------------------------------------- |
| Doel                                        |                                             |                                             |                                             |                                             |                                             |                                             |                                             |                                             |
|                                             | Khadim Faye                                 |                                             |                                             | ASC Diaraf                                  |                                             |                                             |                                             |                                             |
|                                             | Mamadou Salla                               |                                             |                                             | ASC Jeanne d'Arc                            |                                             |                                             |                                             |                                             |
|                                             | Cheikh Seck                                 |                                             |                                             | Espérance Sportive                          |                                             |                                             |                                             |                                             |
| Verdediging                                 |                                             |                                             |                                             |                                             |                                             |                                             |                                             |                                             |
|                                             | Adolphe Mendy                               |                                             |                                             | ASC Jeanne d'Arc                            |                                             |                                             |                                             |                                             |
|                                             | Jean Mendy                                  |                                             |                                             | ASC Diaraf                                  |                                             |                                             |                                             |                                             |
|                                             | Roger Mendy                                 |                                             |                                             | AS Monaco                                   |                                             |                                             |                                             |                                             |
|                                             | Ibrahima N'Diaye                            |                                             |                                             | Étoile Sportive                             |                                             |                                             |                                             |                                             |
|                                             | Mamadou Teuw                                |                                             |                                             | RSC Charleroi                               |                                             |                                             |                                             |                                             |
|                                             | Mamadou Mariem Diallo                       |                                             |                                             | ASC Port Autonome                           |                                             |                                             |                                             |                                             |
| Middenveld                                  |                                             |                                             |                                             |                                             |                                             |                                             |                                             |                                             |
|                                             | Adama Cissé                                 |                                             |                                             | ASC Diaraf                                  |                                             |                                             |                                             |                                             |
|                                             | Malick Fall                                 |                                             |                                             | Angers SCO                                  |                                             |                                             |                                             |                                             |
|                                             | Omar Gueye                                  |                                             |                                             | Paris Saint-Germain                         |                                             |                                             |                                             |                                             |
|                                             | Aly Male                                    |                                             |                                             | ASC Jeanne d'Arc                            |                                             |                                             |                                             |                                             |
|                                             | Lamine N'Diaye                              |                                             |                                             | FC Mulhouse                                 |                                             |                                             |                                             |                                             |
|                                             | Lamine Sagna                                |                                             |                                             | ASC Diaraf                                  |                                             |                                             |                                             |                                             |
| Aanval                                      |                                             |                                             |                                             |                                             |                                             |                                             |                                             |                                             |
|                                             | Jules Bocandé                               |                                             |                                             | RC Lens                                     |                                             |                                             |                                             |                                             |
|                                             | Victor Diagne                               |                                             |                                             | ASC Diaraf                                  |                                             |                                             |                                             |                                             |
|                                             | Mamadou Diallo                              |                                             |                                             | ASC Port Autonome                           |                                             |                                             |                                             |                                             |
|                                             | Mamadou Diarra                              |                                             |                                             | ASC Port Autonome                           |                                             |                                             |                                             |                                             |
|                                             | Alboury Lah                                 |                                             |                                             | LB Châteauroux                              |                                             |                                             |                                             |                                             |
|                                             | Moussa N'Daw                                |                                             |                                             | Wydad Casablanca                            |                                             |                                             |                                             |                                             |
|                                             | Souleyman Sané                              |                                             |                                             | SG Wattenscheid 09                          |                                             |                                             |                                             |                                             |
|                                             | Thierno Youm                                |                                             |                                             | FC Nantes                                   |                                             |                                             |                                             |                                             |
| Bondscoach: Claude Le Roy                   |                                             |                                             |                                             |                                             |                                             |                                             |                                             |                                             |

| Selectie van Senegal bij de Afrika Cup 2006 | Selectie van Senegal bij de Afrika Cup 2006 | Selectie van Senegal bij de Afrika Cup 2006 | Selectie van Senegal bij de Afrika Cup 2006 | Selectie van Senegal bij de Afrika Cup 2006 | Selectie van Senegal bij de Afrika Cup 2006 | Selectie van Senegal bij de Afrika Cup 2006 | Selectie van Senegal bij de Afrika Cup 2006 | Selectie van Senegal bij de Afrika Cup 2006 |
| №                                           | Naam                                        | Wed.                                        | Dlpnt.                                      | Club                                        |                                             |                                             |                                             |                                             |
| ------------------------------------------- | ------------------------------------------- | ------------------------------------------- | ------------------------------------------- | ------------------------------------------- | ------------------------------------------- | ------------------------------------------- | ------------------------------------------- | ------------------------------------------- |
| Doel                                        |                                             |                                             |                                             |                                             |                                             |                                             |                                             |                                             |
| 1                                           | Tony Sylva                                  |                                             |                                             | Lille OSC                                   |                                             |                                             |                                             |                                             |
| 16                                          | Pape Mamadou Diouf                          |                                             |                                             | ASC Jeanne d'Arc                            |                                             |                                             |                                             |                                             |
| 22                                          | Cheikh N'Diaye                              |                                             |                                             | Stade Rennes                                |                                             |                                             |                                             |                                             |
| Verdediging                                 |                                             |                                             |                                             |                                             |                                             |                                             |                                             |                                             |
| 2                                           | Omar Daf                                    |                                             |                                             | FC Sochaux                                  |                                             |                                             |                                             |                                             |
| 4                                           | Pape Diakhaté                               |                                             |                                             | AS Nancy                                    |                                             |                                             |                                             |                                             |
| 5                                           | Souleymane Diawara                          |                                             |                                             | FC Sochaux                                  |                                             |                                             |                                             |                                             |
| 13                                          | Lamine Diatta                               |                                             |                                             | Olympique Lyon                              |                                             |                                             |                                             |                                             |
| 17                                          | Ferdinand Coly                              |                                             |                                             | Parma FC                                    |                                             |                                             |                                             |                                             |
| 18                                          | Boukary Dramé                               |                                             |                                             | Paris Saint-Germain                         |                                             |                                             |                                             |                                             |
| 21                                          | Habib Beye                                  |                                             |                                             | Olympique Marseille                         |                                             |                                             |                                             |                                             |
| Middenveld                                  |                                             |                                             |                                             |                                             |                                             |                                             |                                             |                                             |
| 3                                           | Guirane N'Daw                               |                                             |                                             | FC Sochaux                                  |                                             |                                             |                                             |                                             |
| 10                                          | Issa Ba                                     |                                             |                                             | LB Châteauroux                              |                                             |                                             |                                             |                                             |
| 12                                          | Amdy Faye                                   |                                             |                                             | Newcastle United                            |                                             |                                             |                                             |                                             |
| 19                                          | Papa Bouba Diop                             |                                             |                                             | Fulham FC                                   |                                             |                                             |                                             |                                             |
| 20                                          | Abdoulaye Faye                              |                                             |                                             | Bolton Wanderers                            |                                             |                                             |                                             |                                             |
| 23                                          | Dino Djiba                                  |                                             |                                             | FC Metz                                     |                                             |                                             |                                             |                                             |
| Aanval                                      |                                             |                                             |                                             |                                             |                                             |                                             |                                             |                                             |
| 6                                           | Rahmane Barry                               |                                             |                                             | FC Lorient                                  |                                             |                                             |                                             |                                             |
| 7                                           | Henri Camara                                |                                             |                                             | Wigan Athletic                              |                                             |                                             |                                             |                                             |
| 8                                           | Mamadou Niang                               |                                             |                                             | Olympique Marseille                         |                                             |                                             |                                             |                                             |
| 9                                           | Souleymane Camara                           |                                             |                                             | OGC Nice                                    |                                             |                                             |                                             |                                             |
| 11                                          | El-Hadji Diouf                              |                                             |                                             | Bolton Wanderers                            |                                             |                                             |                                             |                                             |
| 14                                          | Frédéric Mendy                              |                                             |                                             | AS Saint-Étienne                            |                                             |                                             |                                             |                                             |
| 15                                          | Diomansy Kamara                             |                                             |                                             | West Bromwich Albion                        |                                             |                                             |                                             |                                             |
| Bondscoach: Abdoulaye Sarr                  |                                             |                                             |                                             |                                             |                                             |                                             |                                             |                                             |

| Selectie van Senegal bij de Afrika Cup 2019 | Selectie van Senegal bij de Afrika Cup 2019 | Selectie van Senegal bij de Afrika Cup 2019 | Selectie van Senegal bij de Afrika Cup 2019 | Selectie van Senegal bij de Afrika Cup 2019 | Selectie van Senegal bij de Afrika Cup 2019 | Selectie van Senegal bij de Afrika Cup 2019 | Selectie van Senegal bij de Afrika Cup 2019 | Selectie van Senegal bij de Afrika Cup 2019 |
| №                                           | Naam                                        | Wed.                                        | Dlpnt.                                      | Club                                        |                                             |                                             |                                             |                                             |
| ------------------------------------------- | ------------------------------------------- | ------------------------------------------- | ------------------------------------------- | ------------------------------------------- | ------------------------------------------- | ------------------------------------------- | ------------------------------------------- | ------------------------------------------- |
| Doel                                        |                                             |                                             |                                             |                                             |                                             |                                             |                                             |                                             |
| 1                                           | Abdoulaye Diallo                            | 17                                          | 0                                           | Stade Rennes                                |                                             |                                             |                                             |                                             |
| 16                                          | Édouard Mendy                               | 2                                           | 0                                           | Stade Reims                                 |                                             |                                             |                                             |                                             |
| 23                                          | Alfred Gomis                                | 5                                           | 0                                           | SPAL 2013                                   |                                             |                                             |                                             |                                             |
| Verdediging                                 |                                             |                                             |                                             |                                             |                                             |                                             |                                             |                                             |
| 2                                           | Saliou Ciss                                 | 17                                          | 0                                           | Valenciennes                                |                                             |                                             |                                             |                                             |
| 3                                           | Kalidou Koulibaly                           | 31                                          | 0                                           | Napoli                                      |                                             |                                             |                                             |                                             |
| 4                                           | Pape Abou Cissé                             | 21                                          | 0                                           | Olympiakos Piraeus                          |                                             |                                             |                                             |                                             |
| 6                                           | Salif Sané                                  | 24                                          | 0                                           | Schalke 04                                  |                                             |                                             |                                             |                                             |
| 12                                          | Youssouf Sabaly                             | 11                                          | 0                                           | Girondins Bordeaux                          |                                             |                                             |                                             |                                             |
| 21                                          | Lamine Gassama                              | 35                                          | 0                                           | Göztepe SK                                  |                                             |                                             |                                             |                                             |
| 22                                          | Moussa Wagué                                | 13                                          | 1                                           | FC Barcelona                                |                                             |                                             |                                             |                                             |
| Middenveld                                  |                                             |                                             |                                             |                                             |                                             |                                             |                                             |                                             |
| 5                                           | Idrissa Gueye                               | 57                                          | 2                                           | Everton                                     |                                             |                                             |                                             |                                             |
| 8                                           | Cheikhou Kouyaté                            | 47                                          | 2                                           | Crystal Palace                              |                                             |                                             |                                             |                                             |
| 13                                          | Alfred N'Diaye                              | 25                                          | 0                                           | Málaga CF                                   |                                             |                                             |                                             |                                             |
| 14                                          | Henri Saivet                                | 20                                          | 1                                           | Bursaspor                                   |                                             |                                             |                                             |                                             |
| 15                                          | Krépin Diatta                               | 2                                           | 0                                           | Club Brugge                                 |                                             |                                             |                                             |                                             |
| Aanval                                      |                                             |                                             |                                             |                                             |                                             |                                             |                                             |                                             |
| 7                                           | Moussa Konaté                               | 29                                          | 11                                          | Amiens SC                                   |                                             |                                             |                                             |                                             |
| 9                                           | M'Baye Niang                                | 14                                          | 4                                           | Stade Rennais                               |                                             |                                             |                                             |                                             |
| 10                                          | Sadio Mané                                  | 56                                          | 15                                          | Liverpool                                   |                                             |                                             |                                             |                                             |
| 11                                          | Keita Baldé                                 | 24                                          | 4                                           | Internazionale                              |                                             |                                             |                                             |                                             |
| 18                                          | Ismaïla Sarr                                | 20                                          | 3                                           | Stade Rennes                                |                                             |                                             |                                             |                                             |
| 19                                          | Mbaye Diagne                                | 4                                           | 0                                           | Galatasaray                                 |                                             |                                             |                                             |                                             |
| 20                                          | Sada Thioub                                 | 2                                           | 0                                           | Nîmes Olympique                             |                                             |                                             |                                             |                                             |
| Bondscoach: Aliou Cissé                     |                                             |                                             |                                             |                                             |                                             |                                             |                                             |                                             |

FSF · 
A-internationals · 
Bondscoaches · Selecties · Senegalees vrouwenelftal · 
Olympisch elftal
1960 – 1969 · 
1970 – 1979 · 
1980 – 1989 · 
1990 – 1999 · 
2000 – 2009 · 
2010 – 2019 · 
2020 – 2029
WK 2002 · 
WK 2018 ·
WK 2022
OS 2012
1959 · 
1960 · 
1961 · 
1962 · 
1963 · 
1964 · 
1965 · 
1966 · 
1967 · 
1968 · 
1969 · 
1970 · 
1971 · 
1972 · 
1973 · 
1974 · 
1975 · 
1976 · 
1977 · 
1978 · 
1979 · 
1980 · 
1981 · 
1982 · 
1983 · 
1984 · 
1985 · 
1986 · 
1987 · 
1988 · 
1989 · 
1990 · 
1991 · 
1992 · 
1993 · 
1994 · 
1995 · 
1996 · 
1997 · 
1998 · 
1999 · 
2000 · 
2001 · 
2002 · 
2003 · 
2004 · 
2005 · 
2006 · 
2007 · 
2008 · 
2009 · 
2010 · 
2011 · 
2012 · 
2013 · 
2014 ·
2015 ·
2016 ·
2017 ·
2018 ·
2019 ·
2020 ·
2021 ·
2022 ·
2023 ·
2024 ·
2025
Algerije ·
Angola ·
Benin ·
Bolivia ·
Bosnië en Herzegovina ·
Botswana ·
Brazilië ·
Burkina Faso ·
Burundi ·
Centraal-Afrikaanse Republiek ·
Chili ·
China ·
Colombia · 
Congo-Brazzaville ·
Congo-Kinshasa ·
Denemarken ·
Ecuador ·
Egypte ·
Engeland ·
Equatoriaal-Guinea ·
Eritrea ·
Ethiopië ·
Frankrijk ·
Gabon ·
Gambia ·
Ghana ·
Griekenland ·
Guinee ·
Guinee-Bissau ·
Ierland ·
Indonesië ·
Iran ·
Ivoorkust ·
Japan ·
Kaapverdië ·
Kameroen ·
Kenia ·
Kosovo ·
Kroatië · 
Lesotho ·
Liberia ·
Libië ·
Luxemburg ·
Madagaskar ·
Malawi ·
Maleisië ·
Mali ·
Marokko ·
Mauritanië ·
Mauritius ·
Mexico ·
Mozambique ·
Namibië ·
Nederland ·
Niger ·
Nigeria ·
Noorwegen ·
Oeganda ·
Oezbekistan ·
Oman ·
Polen ·
Qatar ·
Rwanda ·
Saoedi-Arabië ·
Sierra Leone ·
Soedan ·
Swaziland ·
Tanzania ·
Togo ·
Tunesië ·
Turkije ·
Uruguay ·
Verenigde Arabische Emiraten ·
Zambia ·
Zimbabwe ·
Zuid-Afrika ·
Zuid-Korea ·
Zuid-Soedan ·
Zweden
Algerije (2019, 2) ·
Colombia (2018) ·
Denemarken (2002) ·
Engeland (2022) ·
Frankrijk (2002) ·
Japan (2018) ·
Nederland (2022) ·
Polen (2018) ·
Uruguay (2002)